# Joseph L. Mankiewicz
Pour les articles homonymes, voir Mankiewicz.
Joseph Leo Mankiewicz [ˈd͡ʒoʊsəf ˈliːoʊ ˈmæŋkəwɪt͡s], né le 11 février 1909 à Wilkes-Barre en Pennsylvanie et mort le 5 février 1993 à Mount Kisco (New York), est un réalisateur, scénariste et producteur de cinéma américain. 
Cinéaste de premier ordre, oscarisé à plusieurs reprises, Mankiewicz est l'auteur de films majeurs, tels que Ève, La Comtesse aux pieds nus ou encore Le Limier, particulièrement reconnus pour la qualité de leur scénario et leurs dialogues soignés. Il est également le frère d'Herman J. Mankiewicz, scénariste de Citizen Kane d’Orson Welles.

## Biographie
Joseph Leo Mankiewicz, est le fils cadet de Franz Mankiewicz et Johanna Blumenau,  immigrés juifs venus d'Allemagne. Après ses études secondaires à la Stuyvesant High School, il s'inscrit à l’université Columbia où il obtiendra son Bachelor of Arts en 1928. Puis, sur les conseils de son père, il part  à Berlin pour parfaire son éducation. À Berlin il est correspondant du Chicago Tribune, parallèlement, il s’intéresse au théâtre et au cinéma et est embauché par l’UFA pour traduire les intertitres des films destinés au marché anglo-saxon. À la suite de l'émission d’un chèque sans provision[réf. nécessaire], il quitte précipitamment Berlin pour Paris. En 1929, son frère Herman qui travaille comme scénariste (pour les Marx Brothers, pour Orson Welles avec Citizen Kane, etc.) à la Paramount Pictures lui suggère de rentrer le rejoindre. Joseph se voit chargé de la rédaction de sous-titres puis de scénarios pour des comédies simples (Skippy, 1931, nommé aux Oscars pour son scénario) et burlesques (pour W. C. Fields).
Passant à la MGM il obtient une nouvelle nomination aux Oscars du scénario pour L’Ennemi public no 1 tourné par W.S. Van Dyke. Alors qu’il exprime le souhait de tourner lui-même ses scénarios, Louis B. Mayer le nomme producteur — il produisit entre autres Furie de Fritz Lang, qui ne lui pardonna pas d’avoir procédé à des coupes, contre son avis, sur la fin du film.
En 1942, il se brouille avec L. B. Mayer et rejoint la 20th Century Fox. C’est à ce moment que Lubitsch, victime d’une crise cardiaque et incapable de tourner, lui confie la tâche de réaliser un film qu’il devait faire : Le Château du dragon (1946).
Mankiewicz rencontre ensuite le succès avec Chaînes conjugales (1949), qui remporte les Oscars du scénario et de mise en scène. L’année suivante il réitère la performance, obtenant exactement les mêmes prix pour Ève, qui remporte également l’Oscar du meilleur film.
En 1950 alors qu’il est président de la Screen Director Guild, Cecil B. DeMille profite d’une période où Mankiewicz est absent pour tenter une offensive pro-maccarthysme. À son retour, Mankiewicz s’oppose à la manœuvre et, soutenu par John Ford, repousse l’attaque.
En 1951, après avoir tourné L’Affaire Cicéron, il quitte la Fox et Los Angeles pour aller s’installer au calme sur la côte Est. En 1952, il adapte le Jules César de Shakespeare pour la MGM avec Marlon Brando en vedette, et met en scène La Bohème de Giacomo Puccini pour le Metropolitan Opera. L'année suivante, il crée sa propre maison de production, Figaro Inc., qui produisit l’année suivante La Comtesse aux pieds nus. Les films suivants rencontrent moins de succès. Il faut attendre 1959 pour que Soudain l’été dernier, adaptation de la pièce de Tennessee Williams, le ramène à l’avant-scène. En 1960, il est appelé en urgence pour sauver le tournage de Cléopâtre. Très réticent, il accepte la proposition en échange d’une grosse somme d’argent et du sauvetage de Figaro Inc. au bord du naufrage financier. Le tournage de ce péplum colossal l’accapare jusqu’en 1963. Son montage fut remanié par Zanuck et Mankiewicz renia le film. En 1967 sort Guêpier pour trois abeilles et en 1970, un western, Le Reptile. En 1972, il tourne son dernier film, Le Limier, dont la distribution se limite à deux acteurs, aux antipodes de Cléopâtre. 
Il se retire ensuite, se consacrant à la lecture et se tenant en retrait de l’industrie cinématographique.
Il meurt des suites d'un infarctus le 5 février 1993 à 6 jours de son 84e anniversaire au Northern Westchester Hospital de  Mount Kisco dans l’État de New York.
Il est enterré au cimetière Saint Matthew's Episcopal Churchyard de Bedford (comté de Westchester dans l’État de New York). Sa dernière épouse est morte en 2020.
Joseph Mankiewicz s'est marié trois fois :
1. Elizabeth Young (1934-1937), un fils, Eric.
2. L'actrice Rose Stradner (1913-1958), de 1939 à 1958, deux fils, Tom et Christopher.
3. Rosemary Matthews (1962-1993), une fille, Alexandra.

Il obtient son étoile sur le Hollywood Walk of Fame le 8 février 1960.
Les archives de Joseph Mankiewicz sont déposées à la Bibliothèque Margaret Herrick Library de l'Academy of Motion Picture Arts and Sciences.

## Commentaires
Réalisateur atypique,,, du panthéon américain, ses films se caractérisent par une quasi absence d’action, au sens hollywoodien du terme, et l’importance prépondérante des flashbacks, des dialogues et des rapports entre les personnages. Ses têtes d’affiches couvrent le gotha de l’époque (Marlon Brando, Elizabeth Taylor, Bette Davis, Ava Gardner, Humphrey Bogart, Montgomery Clift, Gene Tierney, Vincent Price…) avec une prépondérance d’acteurs britanniques : George Sanders, Rex Harrison, Cary Grant, Richard Burton, Laurence Olivier, Michael Caine, James Mason, Maggie Smith…
Sa filmographie est relativement restreinte comparée à celle des autres grands noms du cinéma américain, mais peu de ses films sont passés inaperçus. Mankiewicz s’est même essayé au péplum (Cléopâtre, qui fut jusqu'en 1995 le film le plus cher jamais réalisé, ), à la comédie musicale (Blanches colombes et vilains messieurs) et au western (Le Reptile).

## Filmographie

### Réalisateur
- 1946 : Le Château du dragon[33] (Dragonwyck) (+ scénariste)
- 1946 : Quelque part dans la nuit (Somewhere in the Night)[34] (+ scénariste)
- 1947 : Un mariage à Boston[35] (The Late George Apley)
- 1947 : L'Aventure de madame Muir[36] (The Ghost and Mrs. Muir)
- 1948 : L'Évadé de Dartmoor (Escape)[37]
- 1949 : Chaînes conjugales[38] (A Letter to Three Wives) (+ scénariste)
- 1949 : La Maison des étrangers[39] (House of Strangers)
- 1950 : La porte s’ouvre[40] (No Way Out) (+ scénariste)[41]
- 1950 : Ève[42] (All about Eve)[11](+ scénariste)
- 1951 : On murmure dans la ville (People Will Talk) (+ scénariste)
- 1952 : L’Affaire Cicéron[12] (Five Fingers) (+ scénariste)
- 1953 : Jules César[14](Julius Caesar) (+ scénariste), adaptation de la pièce de William Shakespeare
- 1954 : La Comtesse aux pieds nus (The Barefoot Contessa)[43] (+ scénariste, producteur)
- 1955 : Blanches colombes et vilains messieurs[31] (Guys and Dolls)[44] (+ scénariste)
- 1958 : Un Américain bien tranquille[45] (The Quiet American) (+ scénariste)
- 1959 : Soudain l’été dernier[46] (Suddenly Last Summer[47])
- 1963 : Cléopâtre (Cleopatra) (+ scénariste)[48]
- 1964 : Carol for Another Christmas (en) (téléfilm)
- 1967 : Guêpier pour trois abeilles[49] (The Honey Pot), film inspiré par la pièce Volpone de Ben Jonson (+ scénariste)
- 1970 : King : de Montgomery à Memphis (coréalisé avec Sidney Lumet)
- 1970 : Le Reptile[32] (There Was a Crooked Man[50]) (+ producteur)
- 1972 : Le Limier[51] (Sleuth)[52]

### Scénariste
- 1929 : Le Célèbre Capitaine Blake (River of Romance) de Richard Wallace
- 1929 : L'Aspirant détective (The Dummy) de Robert Milton
- 1929 : Chimères (Fast Company) de A. Edward Sutherland
- 1929 : L'Homme que j'aime (The Man I Love) de William A. Wellman
- 1930 : Paramount on Parade film à sketches
- 1931 : Forbidden Adventure de Norman Taurog
- 1931 : Finn and Hattie de Norman Taurog et Norman Z. McLeod
- 1932 : Folies olympiques (Million Dollar Legs) d'Edward F. Cline
- 1932 : This Reckless Age de Frank Tuttle
- 1933 : Alice au pays des merveilles (Alice in Wonderland), de Norman Z. McLeod
- 1934 : L'Ennemi public no 1 (Manhattan Melodrama), de W.S. Van Dyke
- 1934 : Notre pain quotidien (Our Daily Bread), de King Vidor (dialogues)
- 1934 : Souvent femme varie (Forsaking All Others), de W.S. Van Dyke
- 1935 : Broadway Melody 1936 (Broadway Melody of 1936) de Roy Del Ruth
- 1935 : Vivre sa vie (I Live My Life) de W.S. Van Dyke
- 1944 : Les Clés du royaume (The Keys of the Kingdom), de John M. Stahl (+ producteur)

### Producteur
- 1936 : Le Fils du désert (Three Godfathers) de Richard Boleslawski
- 1936 : Loufoque et Cie (Love on the Run), de W.S. Van Dyke
- 1936 : Furie (Fury), de Fritz Lang
- 1936 : L’Enchanteresse (The Gorgeous Hussy) de Clarence Brown
- 1937 : L’Inconnue du palace (The Bride Wore Red) de Dorothy Arzner
- 1937 : Mariage double (Double Wedding) de Richard Thorpe
- 1937 : Mannequin (Mannequin) de Frank Borzage
- 1938 : Trois Camarades (Three Comrades), de Frank Borzage
- 1938 : L'Ange impur (The Shopworn Angel) de H.C. Potter
- 1938 : L’Ensorceleuse (The Shining Hour), de Frank Borzage
- 1938 : Un conte de Noël (A Christmas Carol) d'Edwin L. Marin
- 1939 : Les Aventures d’Huckleberry Finn (The Adventures of Huckleberry Finn) de Richard Thorpe
- 1940 : Le Cargo maudit (Strange cargo), de Frank Borzage
- 1940 : Indiscrétions (The Philadelphia Story), de George Cukor
- 1941 : The Feminine Touch, de W. S. Van Dyke
- 1941 : The Wild Man of Borneo de Robert B. Sinclair
- 1942 : La Femme de l’année (The Woman of the Year), de George Stevens
- 1942 : Quelque part en France (Reunion in France), de Jules Dassin

### Acteur
- 1929 : Woman Trap, de William A. Wellman

## Prix et récompenses
- Oscars 1950 : Oscar de la meilleure réalisation et Oscar du meilleur scénario pour A letter to three wives (Chaines conjugales)
- New York Film Critics Circle Awards : Prix du meilleur réalisateur pour All about Eve (Eve)
- Oscars 1951 : Oscar du meilleur film, Oscar de la meilleure réalisation et Oscar du meilleur scénario pour All about Eve (Éve)
- Golden Globes 1951 : Golden Globe du meilleur scénario pour All about Eve (Éve)
- Festival de Cannes 1951 : Prix spécial du jury pour All about Eve (Éve)[53]
- Mostra de Venise 1987 : Lion d'or d'honneur pour sa carrière